# Mike Love

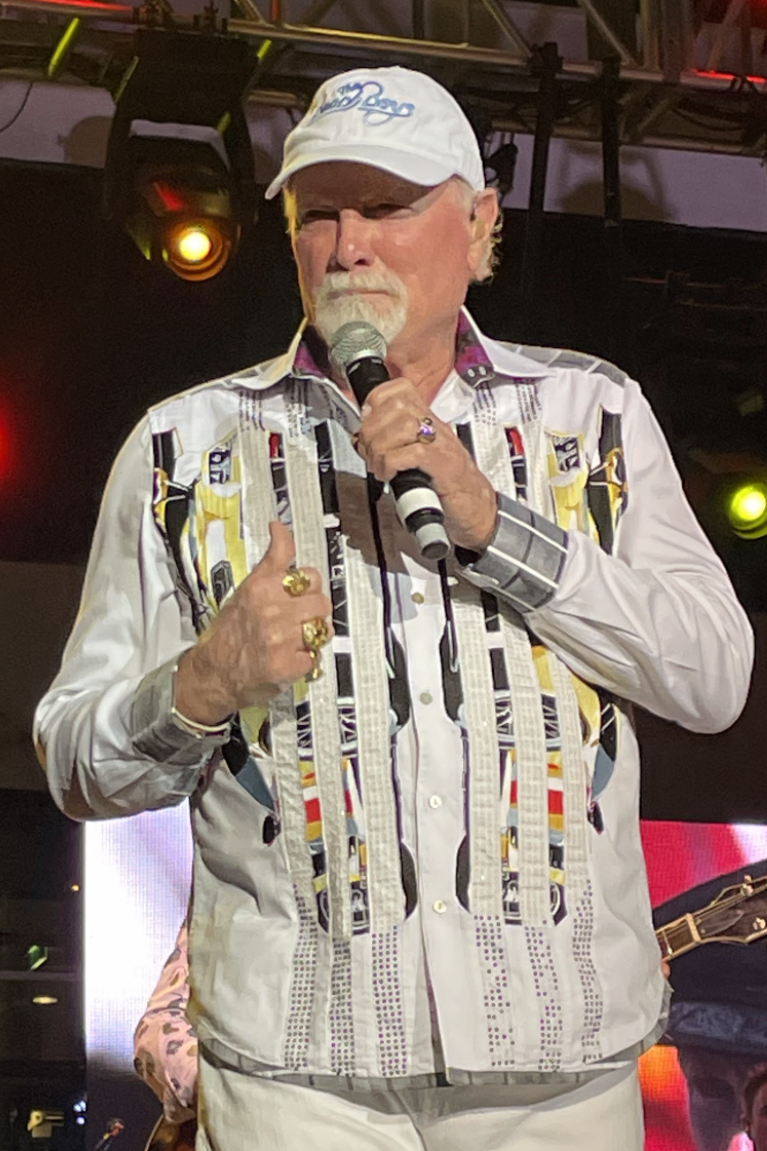
Mike Love, 2022

Michael Edward „Mike“ Love (* 15. März 1941 in Los Angeles, Kalifornien) ist ein US-amerikanischer Musiker. Er ist Gründungsmitglied, ältestes Mitglied und Leadsänger der Rock/Pop-Band The Beach Boys.

## Musik mit den Beach Boys
Michael „Mike“ Love gründete 1961 mit seinen Cousins Carl Wilson, Dennis Wilson, Brian Wilson und dessen Schulfreund Alan Jardine die Beach Boys. Love fungierte als Leadsänger und lieh vielen Hits der Beach Boys seine Stimme. Bei den Liedern, die in mehrstimmigen Harmonien in Szene gesetzt wurden, sang Mike Love den Bass.
Love schrieb als Co-Autor Texte zu zahlreichen Beach-Boys-Stücken. Zur Anfangszeit der Karriere schrieb er vor allem über das sorgenfreie Leben als Jugendlicher in Kalifornien, das Leben am Strand, Mädchen, das Surfen und schnelle Autos. Er war mit seiner optimistischen Einstellung ein sehr guter Gegenpol zu dem eher melancholisch veranlagten Brian Wilson. Zudem sorgte Love mit seiner ausgeprägten Bühnenpräsenz und seinen Ansagen während der Lieder auch für Sicherheit bei seinen jüngeren Bandmitgliedern.
Als Brian Wilson Mitte der 1960er für die Alben Pet Sounds und Smile auf externe Texter zugrückgriff, kritisierte Love diesen Stil sehr stark, da er befand, die Band habe sich zu weit von ihrem Ursprung entfernt. Zudem hielt er die komplexeren Lieder für die Band als unaufführbar. Nach dem vermehrten Rückzug von Brian Wilson aus der Band begann Love schließlich, auch mit Alan Jardine und Dennis Wilson als Texter zu arbeiten.
Der erste Beach-Boys-Song, den Mike Love eigenständig verfasste, war Big Sur auf dem 1973er Album Holland. Mit Everyone in love with you, einer Huldigung an Maharishi Mahesh Yogi und Sumahama, eine Ode an Japan, kamen zwei weitere Love-Songs auf Beach-Boys-Alben der 1970er Jahre. Sumahama erreichte Platz 45 der UK-Charts. In den 1970er Jahren wurde der Einfluss von Love auf die Bandgeschäfte immer deutlicher. So setzte er durch, dass die Beach Boys auf den Nostalgie-Zug aufsprangen und wieder vermehrt ihre alten Hits in das Programm aufnahmen. Love war zudem wesentlich an der Entstehung der Hit-Kompilation Endless Summer beteiligt, die 1974 Platz 1 der Billboard-Charts erreichte. In den 1980er Jahren begann er schließlich, mit Terry Melcher Lieder für die Beach Boys zu schreiben und setzte auch hierbei wieder auf Nostalgie. Gemeinsam mit John Phillips schrieben Melcher und Love den Welthit Kokomo, der 1988 der letzte Nummer-1-Hit für die Beach Boys wurde.
Seit 1998, als die Band nach Carl Wilsons Tod auseinanderfiel, hält Mike Love die Namensrechte an den Beach Boys und geht gemeinsam mit Bruce Johnston unter diesem Namen auf Tournee.

## Außerhalb der Beach Boys

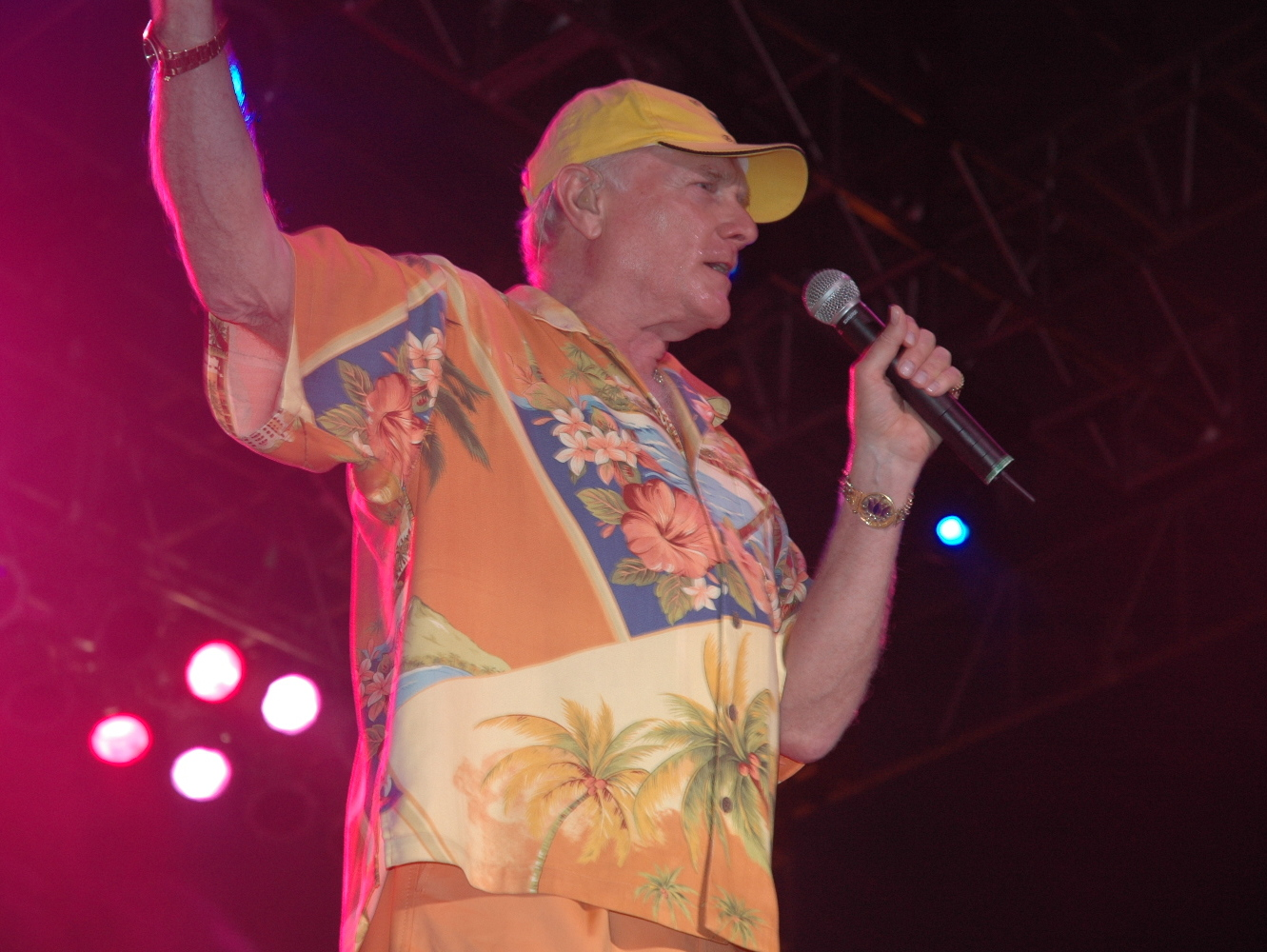
Mike Love, 2006

Im Jahr 1977 begann Mike Love, sich um Projekte außerhalb der Band zu kümmern. Er gründete mit der halben Mannschaft der Beach Boys Tour- und Studioband (darunter waren Ron Altbach, Mike Kowalski, Ed Carter u. a.) die Band Celebration, die zunächst nur den Soundtrack zum Film Almost Summer einspielen sollte. Als die gleichnamige Single auf Platz #28 der US-Billboard-Charts kletterte, entschloss sich die Band, ein Album einzuspielen. Da einige Titel der Gruppe später auch in die Konzerte der Beach Boys eingebaut wurden, ergab sich die eigenartige Situation, dass die übrigen regulären Beach-Boys-Mitglieder zu diesen stets die Bühne verließen und erst im Anschluss wieder auf jene zurückkamen.
Im selben Jahr versuchte Love, als Solist Fuß zu fassen. Er nahm zunächst das Album First Love und wenig später Country Love auf. Die Alben beinhalteten viele von Mike Love komponierte Songs. Sie wurden allerdings von den Plattenfirmen durchwegs abgelehnt. 1979 folgte ein zweites Album von Celebration, das aber, wie die ausgekoppelte Single Starbaby, floppte. 1981 veröffentlichte er mit Looking Back with Love schließlich sein erstes Soloalbum.
Während der 1980er Jahre arbeitete Love verstärkt an Projekten mit anderen Musikern. So entstanden mit Dean Torrance (von Jan and Dean) die Alben Rock ’n’ Roll City und Rock ’n’ Roll Christmas (1983). Darunter sang er auf dem von Gerry Griffin geschriebenen Titel Happy Birthday America die Lead Stimme.
Als die Beach Boys 1988 in die Rock and Roll Hall of Fame aufgenommen wurden, sorgte Mike Love mit einer sehr aggressiven Rede für Unmut unter den anwesenden Kollegen. Er kritisierte hierbei nahezu jeden bekannten anwesenden wie auch abwesenden Star. Bob Dylan, der nach Mike Love die Bühne betreten musste, bedankte sich dafür, dass Love vergessen hatte ihn zu erwähnen.
In den 1980er und 1990er Jahren arbeitete Love schließlich auch wieder mit Adrian Baker.
Bereits im Jahr 2004 kündigte Mike Love in mehreren Interviews ein weiteres Album an. Zuerst stellte er es unter den Titel Unleash the Love, später nannte er das Projekt in Mike Love, Not War um. Dieses Album, das 14 Songs beinhaltet, wurde allerdings noch nicht veröffentlicht.
Neben einigen neuen Songs sind auf diesem Album Neuaufnahmen von bereits zwei bekannten Liedern enthalten (Everyone’s in Love with You, Brian Is Back) und zwei bisher unveröffentlichte Songs. Einer jener Songs ist 10.000 Years, ein Werk, das Loves Cousin Dennis Wilson Mitte der 1970er Jahre geschrieben hatte. Dieses Stück, das damals entweder für die Beach Boys oder für Dennis Wilsons Soloalbum geplant war, war bisher nur als Instrumentalversion auf Bootlegs erhältlich.
Im November 2017 erschien schließlich das Album Unleash the Love als Doppelalbum mit 13 neuen Songs und 12 Neuaufnahmen alter Beach-Boys-Klassiker. 2018 folgte unter dem Namen Reason for the Season ein Album mit Weihnachtsliedern.

## Ruf in der Band/Gerichtsprozesse
Love wurde vorgeworfen, dass er Brian Wilsons Texter vergraulte. Angefangen von Gary Usher über Roger Christian, bis hin zu Tony Asher und Van Dyke Parks. Asher und Parks waren an den beiden Alben Pet Sounds und Smile als Texter beteiligt. Love habe die Musik und Texte dieser Alben kritisiert.
In den 1990er Jahren führte Mike Love eine Reihe von Gerichtsprozessen. Zunächst prozessierte er erfolgreich gegen Brian Wilson: Love beanspruchte die Mitautorenschaft für 29 Titel der Beach Boys, die bis dahin allein Brian Wilson zugeschrieben waren. Das Gericht erkannte die Beteiligung Loves an den Texten an und sprach ihm zudem fünf Millionen Dollar an ausstehenden Tantiemen zu. Ende der 1990er Jahre, als Alan Jardine aus der Band ausstieg, erstritt sich Mike zuerst den Namen „Beach Boys“, um unter diesen Namen weiterhin auf Tour gehen zu dürfen, danach führte er einen Prozess gegen Alan Jardine um eine Änderung des Bandnamens „Beach Boys Families & Friends“ zu erwirken.
Nach der erfolgreichen 50th Anniversary Tournee der Beach Boys im Jahr 2012 tourt Mike Love wieder mit seiner Version der Beach Boys, der auch Bruce Johnston angehört. Der Bühnenband gehört unter anderem Mike Loves Sohn Christian Love an sowie einige andere Musiker, die sich hauptsächlich aus der Beach-Boys-Tribute-Band Papa-Doo-Run-Run zusammensetzt oder ehemaligen Musikern von Jan and Dean. Brian Wilson gibt ebenso weitere Konzerte mit seiner Band.
Love ist Mitglied der „Rock and Roll Hall of Fame“ und erhielt im Jahr 2000, wie die anderen noch lebenden Beach Boys auch, den Grammy für das Lebenswerk.

## Privat
Mike Love galt lange Jahre als der „Bad Boy“ der Gruppe. Er war bis dato fünfmal verheiratet und hat neun Kinder. Er heiratete bereits 1961 seine damalige Freundin, die von ihm schwanger geworden war. Eine seiner Affären wurde 1964 schwanger. Shawn Marie Harris, später Shawn Marie Love, kam im Dezember 1964 zur Welt. Love bestreitet die Vaterschaft bis heute. 1983 heiratete Shawn Mikes Bandkollegen Dennis Wilson. Somit kam es zu der kuriosen Situation, dass Mike Love der Schwiegervater seines Cousins Dennis wurde. Durch die Geburt ihres Sohnes Gage Dennis Wilson wurde Mike Love 1983 zum Großvater. Zudem ist Mike Love der Onkel des Basketballspielers Kevin Love.
Love flog 1967 nach Indien zu Maharishi Mahesh Yogi, um die Transzendentale Meditation zu erlernen. Die Beatles, Mia Farrow und Donovan nahmen ebenfalls an diesem Kursus teil. Mike freundete sich in dieser Zeit mit Paul McCartney und George Harrison an. Auch heute noch spricht er in Interviews stolz davon, wie Paul McCartney ihm das erste Riff zu Back In the USSR vorspielte und Mike ihm Ratschläge gab, wie er mit dem Song fortfahren könne. Auch in Konzerten, in denen er den Song spielt, spricht er sehr ausführlich darüber.
Love besitzt ein großes Anwesen am Lake Tahoe in Kalifornien, das er u. a. auch für Kurse in transzendentaler Meditation nutzt.

## Soziales und politisches Engagement
Auftritt bei der Pressekonferenz anlässlich des Benefiz-Konzerts der David Lynch Foundation for Consciousness-Based Education and World Peace am 4. April 2009 in der Radio City Music Hall in New York. Mit den gesammelten Mitteln will die Stiftung eine Million Kindern aus sozial schwachen Familien die Möglichkeit geben, Transzendentale Meditation zu erlernen.
Seit 2016 ist Love wiederholt als bekennender Unterstützer von Donald Trump in der Öffentlichkeit aufgetreten.

## Diskografie (Solo)
- Almost Summer (1977, Soundtrack zum gleichnamigen Film mit Celebration)
- Celebration (1979, ebenso mit der Band Celebration)
- Looking Back with Love (1981)
- Unleash the Love (2017)
- Reason for the Season (2018)

### Unveröffentlichte Alben
- First Love (1977)
- Country Love (1978)